# 普通赤杨
普通赤楊（学名：Alnus glutinosa）是樺木科赤楊屬的落叶乔木，主要分布于欧洲、亚洲西南部和非洲北部。普通赤杨喜潮湿，在存在Frankia alni细菌的情况下可在贫瘠的土壤中生长。它是中等大小、生命短暂的树木，大约能长到30（98英尺）。